# Philippe Cauvin
 (septembre 2019).
Philippe Cauvin est un guitariste, compositeur et chanteur français né le 3 novembre 1952 à Paris (20e). Il grandit dans la région bordelaise. Il est connu comme un membre-fondateur du groupe de rock progressif Uppsala, mais aussi comme soliste virtuose et artiste à part dans le paysage musical français. Bien que ses influences soient diverses, allant du rock progressif au classique et du jazz à la musique contemporaine, son univers musical reste singulier et inclassable. Tout d’abord guitariste électrique, il joue désormais exclusivement de la guitare classique en créant « une nouvelle forme poétique d’expression musicale » avec la superposition caractéristique de sa voix.

## Biographie

### Jeunesse
Il apprend de manière autodidacte la guitare vers l'âge de dix ans, puis avec un ami de classe plus avancé. Celle-ci devient quasiment son seul passe-temps. Son frère aîné, François, l’oriente vers le blues rock, tout particulièrement vers The Animals d’Eric Burdon, Ten Years After et Cream.

### Débuts
À l’âge de treize ans, Philippe Cauvin quitte l'école pour étudier la peinture en lettres[pas clair], tout en commençant à composer et à chercher des amis pour former un groupe. Ainsi, en 1968, il crée Blues Incarnation. Il est alors marqué par des groupes anglais comme Family (groupe), King Crimson ou Yes. 

### Absinthe (1969-1974)
Tout d’abord guitariste électrique, il se fait vite remarquer dans le milieu bordelais et va être engagé fin 1969 comme guitariste solo et chanteur par Jimmy Donzella (chanteur et bassiste) et Claude Maçon (batterie). Patrick Belade les rejoindra à la guitare rythmique : c'est la naissance du groupe Absinthe. 
Le groupe de tendance rock progressif se distingue en remportant l' « Opération Pop Promotion Province » à Troyes. Grâce à ce succès, il se produira pendant deux années, et notamment au jadis célèbre Golf-Drouot, surnommé « temple du rock ». Il y enregistre un titre (Strange life, strange girl) sur le vinyle Groovy Pop Session qui réunit les meilleurs groupes, dont Ange (groupe). 
Puis il découvre la guitare classique et la guitare jazz, plus précisément celle teintée de rock, à l'image du Mahavishnu Orchestra de John McLaughlin, Larry Coryell ou John Abercrombie.

### Papoose (1972-1973)
En 1972, il rejoint Paris pour rejoindre Papoose, un groupe très en vogue, influencé par le Glam rock. Avec eux, il sillonne la France et l'étranger pour près de 200 concerts en deux ans.
L’apparence androgyne des membres, vêtus et coiffés de façon excentrique, s’inscrit dans le dandysme moderne de cette mouvance « glamoureuse ». C’est Jacques de Closets, le célèbre « coiffeur des rockers et des yéyés » installé près du célèbre Golf-Drouot, qui coiffe les cinq membres de Papoose : Jean-Pierre Casacoli (bassiste et fondateur du groupe), les deux batteurs Jeff Simon et Jean Hanela, et les deux guitaristes Bernard Dupré et Philippe Cauvin, avec des coupes extravagantes et décadentes à la David Bowie.
Papoose enregistre cinq 45 tours et un album au Studio des Dames et à l'Aquarium de Paris.
Mais au moment d'embarquer sur le célèbre paquebot France pour une tournée transatlantique, Philippe Cauvin rentre à Bordeaux pour entreprendre l’étude de la guitare classique.

### Uppsala (1976-1986)
Il rencontre le bassiste Dany Marcombe en 1974. Les deux amis forment en 1976 le groupe expérimental éphémère Musiques d'ici et maintenant avec le claviériste Serge Korjanevski.
Puis, c'est la naissance du groupe bordelais Uppsala, « un de plus beaux fleurons de l’école progressive française des 70’s », avec Dany Marcombe à la basse, Didier Lamarque à la batterie et Philippe Cauvin à la guitare et au chant. Après une année de répétitions, Uppsala donne son premier concert à Saint-Jean-de-Luz, suivi de nombreux autres concerts en France. Le succès du trio va grandissant, il affiche « une maîtrise technique et une complicité rare ». 
Philippe Cauvin crée une instrumentation singulière entre guitare et voix de haute-contre qui incarne leur musique. Son chant atypique, entre vocalises et onomatopées aiguës, consiste à émettre des « sons non-signifiants qui sonnent » comme il le dit lui-même. La critique internationale le souligne : « La musique sophistiquée, pleine de rebondissements complexes semble s'être adaptée à la noble saveur du vin de la région. … Le jeu de guitare farfelu de Cauvin rappelle presque Robert Quine de la formation New Wave new-yorkaise The Voidoids… Son jeu de guitare extrêmement varié va de l'acoustique, du rock électrique (jazz) à l'étrange synthétique (c'est ainsi que les sons qu'il obtient de sa guitare sonnent parfois presque comme un violon) et s'enrichit de divers effets sonores vocalisants ».
Le choix du nom « Uppsala » s’explique par la rencontre de Philippe Cauvin avec Coste Apetrea (guitariste de Samla Mammas Manna) qui est originaire de la ville suédoise et Jukka Tolonen (guitariste de Tasavallan Presidentti), deux guitaristes très connus et appréciés en Scandinavie. 

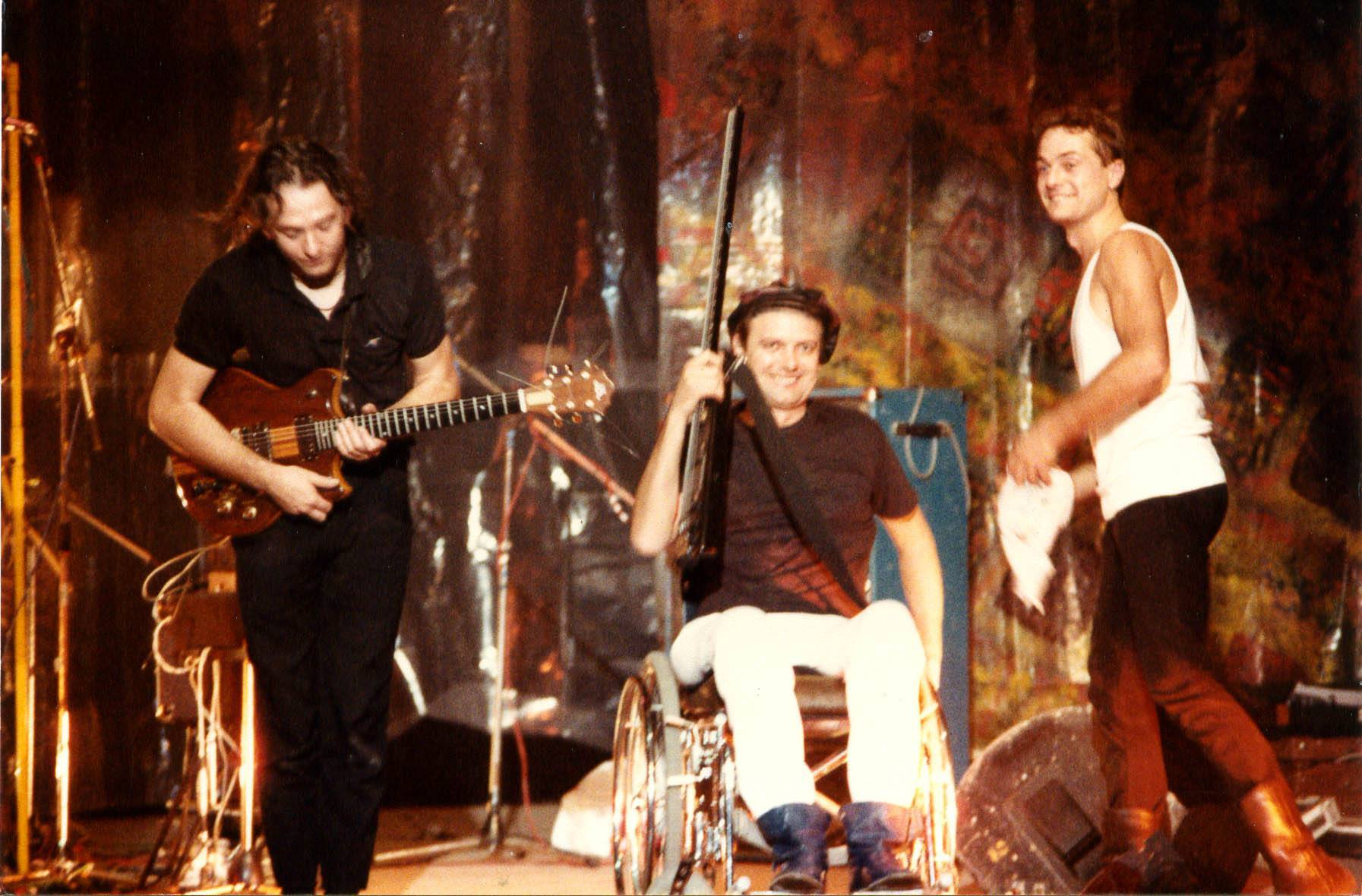
Uppsala au Théâtre Barbey le 2 novembre 1984

Uppsala devient célèbre en France et commence à tourner à l'étranger. Le groupe produit un genre d'art rock qui lui est propre en façonnant des notes arpèges et des mots verbes pour dépeindre les paradoxes raffinés d’un exotisme nordique avec une touche de jazz et un son froid, presque de type New Wave. Uppsala reste très actif jusqu'à mars 1979 lorsqu’un grave accident survient en Belgique lors d'une série de concerts.   
En 1980 le groupe se réunit de nouveau et enregistre son unique album éponyme en 1983, sorti en 1984. La deuxième chanson de l’album s'intitule d’ailleurs Coste and Jukka, en hommage aux deux musiciens à l’origine du nom du groupe. À partir de 1986, Serge Korjanevski rejoint Uppsala aux claviers, au saxophone et au chant. Uppsala opte alors pour l’introduction de textes en français et une musique plus accessible, tournée vers le rock, « étiquette devenue alors obligatoire pour qui cherchait à se produire sur scène ou à dénicher une maison de disque » dans ces années 1980. Le groupe se sépare en 1986 et se retrouvera seulement en 1995 à l'occasion d'un mémorable concert à Bordeaux, soutenu par le trompettiste Freddy Buzon, qui forme à l’époque avec Marcombe et Lamarque le groupe de fusion Post Image. Malgré des rumeurs persistantes, Uppsala ne reprendra pas la route des concerts et ne produira plus d’albums. En 2001, le seul album d'Uppsala est réédité chez Musea avec un bonus de morceaux inédits live, enregistrés lors la réformation exceptionnelle du groupe en 1995.
Uppsala reste un  groupe culte pour tous les amateurs de musique progressive.

### Philippe Cauvin Groupe (1986-1987)
Contacté dès 1986 par le jeune batteur Marc Zerguine, le duo devient rapidement un quartet avec l'arrivée de Laurent Millepied, élève de Philippe Cauvin, ainsi que du claviériste Olivier Grall. C’est ainsi que naît le Philippe Cauvin Groupe, qui donne, le 23 mars 1986 sur une petite scène locale, son premier concert, « déjà accueilli favorablement par la presse régionale »[réf. souhaitée].
Le groupe se révèle le digne « héritier musical » d’Uppsala. En peu de temps, la nouvelle formation monte un répertoire neuf à partir de pièces issues des albums solos de Cauvin complètement réarrangés, ainsi que de pièces inédites. Grâce à la présence d’un second guitariste sur scène, Philippe Cauvin peut s’appuyer davantage sur sa « voix-instrument ». 
Malgré un succès certain, le Philippe Cauvin Groupe peine à s’imposer dans l’environnement des années 1980 et se dissout sans laisser de traces discographiques. Le deuxième volume de la collection 1978/2015 restitue l’intégrale enregistrée du Philippe Cauvin Groupe et y ajoute des pièces enregistrées à la même époque en solo par Philippe Cauvin et prévues à l’origine pour le cinéma.

### Philippe Cauvin Except (2006-2011)
En 2006, Cauvin Except s'adjoint la vibraphoniste et marimbiste Pascale Martinez, le temps de quelques concerts, puis de nouveau en trio, toujours avec Lulu Bret, jusqu'en 2010. La distribution est volontairement assez inhabituelle : Philippe Cauvin (guitare électro acoustique, vocalises), Lulu Bret (batterie) et Pascale Martinez (vibraphone et marimba basse, instrument spécialement fabriqué pour l'occasion apportant des couleurs remarquables à cette musique).
Philippe Cauvin aime nommer cette musique « Incertainjazzquisonunic » où autant l'écriture rigoureuse que l'improvisation la plus libre viendront se rencontrer, permettant de retrouver l'univers de Philippe Cauvin, celui du mélange des saveurs Uppsaliennes avec sa musique en solo.
Le cinquième volume de la collection 1978/2015 est constitué, à l'exception d'une pièce, d’un enregistrement de Philippe Cauvin Except dans un club de jazz bordelais en 2008. L'album s'ouvre sur le seul titre studio 2015, Claire Obscure, une composition de Philippe Cauvin interprétée uniquement par Pascale Martinez. « C'est un morceau hypnotique, doux et intrinsèquement mélodieux, et il vaut presque le prix d'une admission à lui seul ».

### Carrière solo

#### «Un certain rock contemporain pour guitare classique» (1978 – 1989)
Si beaucoup de musiciens commencent par des études au conservatoire avant de lancer leur carrière, Philippe Cauvin, découvrant sur le tard la guitare classique, suit le chemin inverse. C’est en effet en 1975 qu’il se plonge littéralement dans l'étude du répertoire immense de la guitare classique, de la musique baroque à la musique contemporaine.  Le compositeur Leo Brouwer a incontestablement marqué Philippe Cauvin ainsi que Ralph Towner et Egberto Gismonti. Ainsi, Philippe Cauvin explique dans une interview : « Au moment où j’ai commencé à jouer de la guitare classique, j’ai découvert le compositeur cubain Leo Brouwer et ça a été un grand choc. C’est vers ça que je voulais aller… Mais en même temps, je me sentais … proche d’autres guitaristes certes classés dans le jazz mais qui se situaient un peu à part… Ralf Towner, Egberto Gismonti ».
Passionné, il étudie jusqu’en 1977 avec le guitariste, luthiste et musicologue Claude Chauvel, qui comme Ralph Towner fut élève de Karl Scheit à Vienne. De ce fait, il met de côté la guitare électrique et compose ses premières pièces pour guitare, dont sa fantaisie bordelaise qui apparaîtra plus tard sur son premier album solo Climage (1982).
C'est aussi l’année de sa rencontre avec un ami, le luthier Jean-Luc Joie qui, vingt années plus tard, deviendra le luthier le plus innovant en termes d'amplification.
Philippe Cauvin disait que si la musique électrique n'avait pas les décibels pour se faire aimer, elle ne serait peut-être pas devenue aussi populaire, et que si la musique acoustique pouvait se faire entendre avec quelques décibels en plus, ce serait un moyen pour qu'elle résiste mieux au fil du temps : « Il est probable que si un jour la classique atteignait le volume de l’électrique, sa popularité amplifierait, ... le son électrique ne sera jamais aussi beau que celui de la guitare classique qui vibre à l’air libre ».
Novateur, Philippe Cauvin nomme sa musique « un certain rock contemporain pour guitare classique ».
Pendant les années d’Uppsala, il travaille aussi pour son répertoire et donne son premier concert le 1er décembre 1978, puis le lendemain à l’Olympia à Paris,.
En 1980, Philippe Cauvin enregistre un album au studio Le Chien jaune à Paris, produit par son ami Bernard Dauman. Si cet album ne verra pas le jour, certains morceaux seront utilisés pour les rééditions CD des albums suivants.
Cela ne l’empêche pas de faire entendre « sa magie singulière » lors des festivals prestigieux : Printemps de Bourges (avril 1981), Festival d’Orange ou Festival de jazz de Montreux (juillet 1981).
En janvier 1982 sort son premier album solo Climage. « À l’apogée de son inspiration et de sa maitrise guitaristique », Climage se révèle une réussite. « Entre rock progressif et art lyrique », l’influence de ses études de la musique baroque et de la musique classique contemporaine s’y reflète.
Climage a beaucoup en commun avec le premier album acoustique de Steve Hackett, Bay of Kings, sorti un an plus tard, bien que le style de guitare classique de Philippe Cauvin soit différent, et qu'environ la moitié des morceaux contiennent aussi du chant.
La particularité de son « approche unique » n’est pourtant pas toujours bien accueillie :
« Ce que nous avons entendu, c'est la voix de Philippe Cauvin et son talent de guitariste. Il a proposé une approche éthérée fortement basée sur des maniérismes acoustiques et sa voix est la seule chose qui rappelle… Uppsala…. La musique a de fortes références dans la musique classique, le New Age et le Jazz, mais l'absence de tout instrument de soutien la rend monotone et peu imaginative. C'est plus évident dans les thèmes instrumentaux, où la voix de Cauvin est absente et la musique un peu incolore ». 
Cependant, la majorité des critiques lui est favorable : « À la fois légère et prenante, mélodique et surprenante, la musique de Philippe Cauvin ne ressemble qu’à elle-même et finit par faire jaillir une sorte de grâce fragile et mystérieuse qui se laisse assez vite apprivoiser pour mieux vous envahir. Guitariste incroyablement doué, Cauvin savait alors réinventer la virtuosité classique, avec fougue, doigté et un sens lumineux de la mélodie aussi improbable que magique, le tout souvent accompagné de sa voix quasi-féminine de haute-contre qui ajoute encore à cette impression paradoxale d’étrangeté aérienne coulant pourtant de source ».
Dans la même année, il entame une tournée qui l’emmène en Suède et en Finlande avec le duo Coste Apetrea et Jukka Tolonen. La presse locale écrit : « La musique de P. Cauvin exige l’attention totale… P. Cauvin ne nous communique pas des messages prêts à être consommés. Au lieu de cela, il nous transmet des images sophistiquées. ».
« On se souvient encore de son jeu puissant, virtuose et lumineux et de sa voix singulière de haute-contre. N'étant ni jazz, ni classique, ni contemporain, ni rock mais un peu de tout ça à la fois, il s’est vu snobé par une époque qui ne comprenait pas grand-chose à sa musique ».
En 1983, le chorégraphe et danseur Quentin Rouillier lui commande la musique pour son ballet Les saisons qui fut joué en France et à l'étranger.
En 1984, Philippe Cauvin enregistre son deuxième opus solo Memento au studio Carat de Bordeaux. La musique du ballet, une fresque de plus de 22 minutes avec le titre Automne couvre toute la face deux. « C’est une musique paisible, calme, silencieuse … La musique de ce monsieur porte un grand M comme celle du griot inexploré. Il n’y pas deux guitaristes comme celui-là ».
En 1987 les Éditions Henry Lemoine publient ses Deux pièces pour guitare : Passé composé et Fantaisie bordelaise.
L’année suivante, il enregistre sur l’album La nuit protège les enfants de son ami Serge Korjanevski.
Entre 1987 et 1989, il écrit la musique du court-métrage La machination et celle du film Approche de Daniel Aurousseau, produits par Bernard Dauman ainsi que de nouvelles musiques de ballet (collection 1978/2015 Frôlements).

#### «Variété d’art» (1989 – 1991)
Sur la proposition de Bernard Dauman, Philippe Cauvin opère entre 1989 et 1991 une incursion surprenante dans ce qu’il appelle la « Variété d'art » en composant une quarantaine de musiques au format chanson sur les écrits de sa compagne, collaboratrice régulière et mère de ses deux fils Thibault et Jordan, l’auteure Maïté Dallet. Les onomatopées, vocalises ou mots inventés qui accompagnent d’habitude sa musique sont ici abandonnés et l'on est vite frappé par la force de la voix chaleureuse et expressive de Philippe Cauvin, chanteur affirmé lorsqu'il s'éloigne du fausset qu'il utilise d’habitude. Le répertoire est plus accessible que son œuvre précédente. Les chansons sont très structurées, tout en conservant certaines particularités de l’univers Cauvinal, puisque sont évoqués une « spirale de fous (qui) nous emmène au bout du destin qui joue », une « délivrance au corps à cœur », des « fantômes d’amour (qui) danseront la nuit », ou encore un « paradis tombé du ciel » et une éclaboussure de rire dans un « bain de champagne ». Le son étant plus synthétique, les treize chansons mettent en valeur la voix chaleureuse et expressive, au fond, ça sonne bien comme du Philippe Cauvin ! Cette expérience se finalise au studio Ferber en 1991 où Bernard Dauman produit une sélection de ses chansons, arrangées par Michel Coeuriot, l’arrangeur de Laurent Voulzy et d'Alain Souchon. Malgré les concessions à l'air du temps, aucune maison de disques du moment n'accepte de signer Philippe Cauvin. Ce n’est qu’en 2015 que l’album sortira dans le cadre de sa collection 1978/2015 (Des mots sur des notes, volume 3).

#### Retour aux sources
Philippe Cauvin reprend alors ses concerts en solo et participe en 1992 à une remarquable création musicale de Serge Korjanevski, les Longues Musiques Nocturnes. L’année suivante il chante avec le groupe de rock progressif Minimum Vital.
Dans les années qui suivent, Philippe Cauvin se consacre à l'écriture et à la pédagogie guitaristique et compose Guitarvision qui apparaîtra plus tard sur le dernier volume de sa collection 1978/2015. 
En 2003, sa pièce fétiche Rocktypicovin paraît aux Editions Henry Lemoine. Elle se fait entendre à travers le monde lors de tous les concerts de son fils aîné, le désormais déjà célèbre Thibault Cauvin.
Puis en 2004 et en 2005, ses albums Climage et Memento sont tour à tour réédités chez Musea avec un bonus de morceaux inédits grâce au concours de ses amis Thierry et Jean-Luc Payssan de Minimum Vital qui affectionnent son œuvre,.

#### De la dystonie du musicien à la «Voie nacrée»
En 1999 surviennent les premiers symptômes d'une dystonie de fonction à l'index de sa main droite. Cette pathologie, produisant des contractions musculaires involontaires qui provoquent des mouvements répétitifs ou de torsion, l’oblige à interrompre brutalement sa carrière afin de reconsidérer son jeu sur l'instrument en empruntant de nouveaux chemins. Philippe Cauvin arrive « petit à petit à dompter ses doigts, par un travail acharné et un jeu plus improvisé, déjouant ainsi les pièges sournois des démons de la maladie ».
Cette pathologie très peu connue des musiciens peut foudroyer une carrière, car elle réduit considérablement les capacités techniques d’un musicien. 
Puis il finit par y trouver sa « voie nacrée », une musique qu’il qualifie lui-même d’ « impromptus concertants ». Faite de nouveaux sons et nouvelles manières de faire vivre la guitare avec la voix qui, parfois ou quand il le faut, lui apporte son soutien : « La dystonie est psychologiquement redoutable : d’un coup on ne peut plus jouer. Sur dix pas qu’on veut faire, huit seront à côté de la route. Aujourd’hui je ne suis plus inquiet. C’est un moteur, me demandant d’aller sur des chemins qui n’auraient jamais été explorés. … Dans Voie nacrée l’improvisation prend une part assez importante. Bien sûr, il s’agit d’une improvisation à partir de formes travaillées mais, comme il n’y a pas de calcul, je piège la dystonie » !
Voie nacrée, le troisième enregistrement en solo de Philippe Cauvin, sort en 2014 et se révèle « le digne successeur de Climage et de Memento », « plus intime et dépouillé que ses aînés », « musique nouvelle épurée de tout artifice » un album « fait de tout ce qui l’habite, mais le rock, il a oublié. Sa musique respire les grands espaces, l’immensité du ciel.  Sa « voix lactée » (sic !) nous emmène par des chemins de traverses, vers une autre planète, spirituelle et dénuée de tout artifice ».
« Une nouvelle approche dans sa création. La musique est désormais présentée sans artifices, explorant un monde intérieur où chaque son, chaque frottement, frôlement et bruissement de corde, apparaissent comme l'alphabet nouveau d'une poésie inédite ». En cette occasion, Patrick Duval lui offre en octobre 2014 Le Rocher de Palmer à Cenon pour son retour sur scène.
En 2015, il projette de sortir une collection de 6 CD qui rassemble l'essentiel de sa musique inédite de 1978 à 2015.
Cet assemblage d’œuvres inédites parues en 2016 chez Musea, reflète la longue carrière et révèle les multiples facettes de ce guitariste talentueux, unique et original dans tous les sens du terme.
Le premier album de cette collection, intitulé Nu, enregistré en live au Rocher de Palmer en 2014 sur des textes de trois auteurs Maïté Dallet, Sandra Pecastaingts et Dom Imonk (premier volume de la collection 1978/2015, intitulé Nu), est le reflet de sa musique d'aujourd'hui, le prolongement de Voie nacrée : « le témoignage d'un créateur et concertiste qui ne se soucie plus guère des conventions et des rigueurs normatives, mais qui laisse exulter une sorte de joie sauvage et naturelle, en toute liberté »[citation nécessaire].

### Filiation / Activités «transgénérationnelles»[53]
Philippe Cauvin est très actif dans l’accompagnement de la carrière croissante de ses deux fils. Ainsi il fait office de coach ainsi que de conseiller en guitare de son fils Thibault Cauvin (11 albums dont 5 chez Sony Classic) avec lequel il remporte 13 premiers prix internationaux. En 2013, Philippe Cauvin devient officiellement chargé de direction artistique pour Sony Classical.

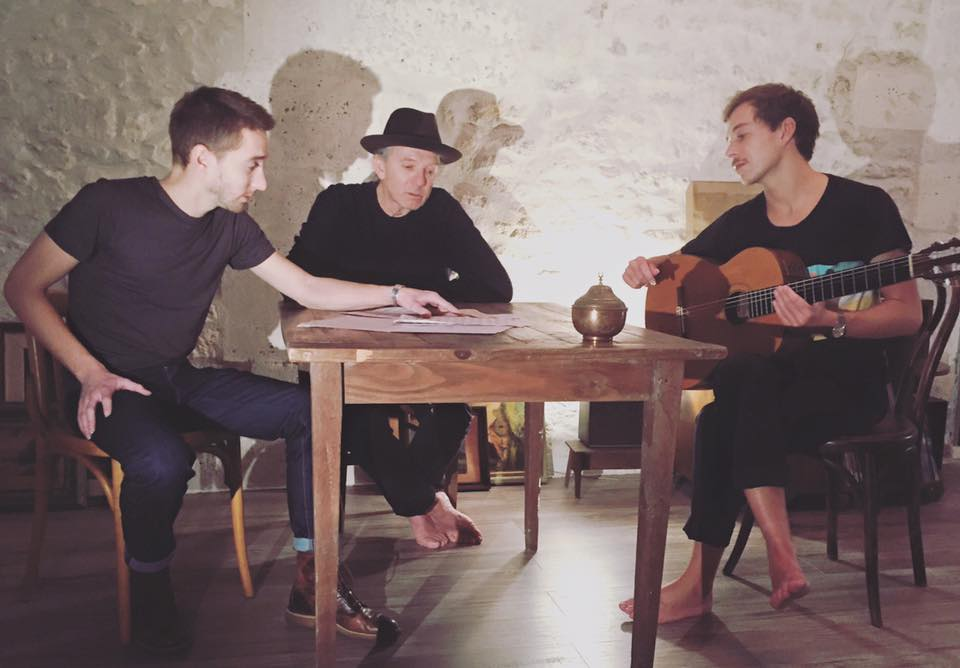
Jordan, Philippe et Thibault Cauvin en 2017

Le dernier volume de la collection 1978/2015, intitulé Guitarvision, est en même temps le premier album de Jordan Cauvin. Le cadet des deux frères s'empare de la musique de son père pour en donner sa « Guitarvision » et en composer tous les arrangements, un album purement instrumental. « La pièce éponyme, placée en introduction du CD, démontre la maîtrise mélodique, harmonique et rythmique de Jordan en solo, les morceaux suivants ont fait l’objet d’arrangements qui permettent d’écouter la musique de Philippe sous des angles et des reliefs inédits. Jordan se double ainsi à la guitare basse, au piano, ou encore à la guitare électrique ». Sur cet album, Jordan et son grand frère Thibault interprètent sous forme de dialogue la pièce de leur père, Azar de Azahar.
On sent bien « à quel point le père a influencé le fils, mais aussi que celui-ci possède son style propre ». L’album est une rencontre prolongée des mondes prog et classique que les anciens guitaristes de Genesis, Steve Hackett et Anthony Phillips, seraient fiers d'enregistrer, « un album génial ».

## L’inclassable
Si ses influences sont diverses, allant du rock progressif au classique et du jazz à la musique contemporaine, Philippe Cauvin reste  un « artiste résolument inclassable, hors normes et définitivement à part ». Déjà en 1979, on peut lire dans le journal Libération : « La volonté d’improviser et de créer, sur six cordes toutes simples en y ajoutant la voix, traitée comme un instrument supplémentaire … rend sa musique assez inclassable ». 26 ans plus tard on peut lire dans la revue Crossroads : « Quelque part entre guitare classique et fougue jazz, audace avant-gardiste et fluidité de tous les instants, le propos musical de Philippe Cauvin reste définitivement à part et intemporel […] à ranger parmi ceux qu’on ne range pas  ». 
Cependant, sa musique « inhabituelle, réclame bien sûr une grande disponibilité de l’auditeur » comme le remarque le journaliste musical, musicien et écrivain français Hervé Picart cette même année. Antoine de Caunes fait remarquer qu'elle « ne se consomme pas comme un simple mariage ». D’autres perçoivent une touche religieuse dans sa musique : « La mélodie éclot à chaque mesure, s’épanouissant dans un espace enchanté qui touche presque au sacré ».

## Surnoms
Dans sa longue carrière, Philippe Cauvin fut souvent affublé de surnoms. Ainsi on l’a appelé « troubadour martien » ou encore « trouvère des temps nouveaux » pour évoquer le côté médiéval de sa musique, tandis que « alchimiste sonore » ou « disciple des enchanteurs » renvoient à son côté magicien. Des comparaisons avec d’autres personnalités ne manquent pas non plus : « Rimbaud de la guitare » ou « John Coltrane de la guitare classique ». Enfin, pour souligner son côté inclassable, on l'a baptisé « l'extra-guitaristerrestre ».

## Voix
Avec la superposition caractéristique de sa voix à sa guitare acoustique, il a créé ce qui fut qualifié récemment comme « une nouvelle forme poétique d’expression musicale ».
Une des particularités de la musique de Philippe Cauvin réside en effet dans sa voix. Il chante la plupart du temps très haut, gémissant légèrement obliquement et sans texte, ou sans texte compréhensible. En réalité, « sa voix quasi-féminine de haute-contre » chante ce que la guitare ne dit pas. Influencé par des « chanteurs qui chantent dans l’aigu, comme Jon Anderson » (Yes), Philippe Cauvin a rapidement développé son propre système dans le but de « faire en sorte que voix et guitare ne fassent qu’un ».
Selon la chroniqueuse jazz, Claude Rachou, « son langage onomatopéique, inventé pour libérer les sentiments des mots usuels s’adresse directement au plus profond de nous-mêmes, transcendant les circuits connus. Son registre de haute-contre, à l’ampleur exceptionnelle, bouscule notre oreille avec sa beauté neuve ».
Souvent on l'a comparé à Magma (groupe), ce qui est néanmoins un contresens[Interprétation personnelle ?]. Si Christian Vander a inventé un langage artistique, en l’occurrence le « kobaïen », censé représenter une langue extraterrestre, Cauvin considère sa voix comme « une corde de plus à mon arc tendu ». Ainsi  sa voix se transforme en « un instrument singulier, baroque et fantastique. Des mots qui n’en sont pas, des onomatopées éclectiques dans le difficile registre de haute-contre ». Non dénué d'humour, Philippe Cauvin prétend, « qu'on ne demande pas à un saxophone de dire des mots ».
Philippe Cauvin reste néanmoins « avant tout guitariste… avec l’étonnante particularité de doubler les sons de la six cordes par le chant prodigieusement filé et magique de sa voix de haute-contre. Une alchimie totalement unique », à en croire Armand Meignan.

## Concerts
« Un concert de Cauvin ne ressemble à rien d’autre et l’ambiance qui se dégage n’a rien en commun avec l’ambiance qui se dégage généralement en live. On ne peut être qu’étonné par l’intimité du rapport qui s’établit entre l’auditeur et la musique. Cauvin remplit l’espace sonore d’une manière totale et ceci malgré la limitation des moyens : une guitare et un chant ».

## Œuvres
Philippe Cauvin a écrit de nombreuses œuvres qui ont fait évoluer le répertoire de la guitare. Il est reconnu comme compositeur de talent grâce aux « tubes » Rocktypicovin, Voyage au bord de l’infini, Guitarvision, Muzamuzi et GuitarCity. Cette dernière pièce, hommage à Bordeaux, fait sensation lorsque son fils Thibault Cauvin l’interprète au fil de ses tournées mondiales »,.

### Musiques de Philippe Cauvin éditées
- Deux pièces pour guitare (éditions Henry Lemoine Paris)

- Rocktypicovin (éditions Henry Lemoine Paris)

## Discographie

### En solo
- 1981 : Climage, Ki Records, Musea (2004)

- 1984 : Memento, KOMONO

- 2013 : Voie Nacrée, Musea

- 2015 : Philippe Cauvin Collection 1978 / 2015 – (Musea)

- CD1 : Nu (solo live 2014 au Rocher de Palmer, Cenon, France)

- CD3 : Des mots sur des notes (Serge Korjanevski, Didier Larmarque, Antoine Illouz, Xavier Jouvelet…)

- CD4 : Frôlement (Serge Korjanevski, Didier Larmarque…)

### Comme membre d'un groupe

#### Absinthe
- 1972: Various – Groovy Pop Session, Philips, Strange Life, Strange Girl

#### Papoose
- 1972 : Le grand cirque, Philips/Mercury 45t

- 1973 : Le roi soleil, Philips/Mercury 45t

- 1973 : Les Amants Outangs "Moi Tarzan Et Toi Jane", Philips/Mercury 33t

- 1973 : Mélancolie, Philips/Mercury 45t

#### Uppsala
- 1984 : Uppsala, KI Records, Musea (2001)

#### Philippe Cauvin Groupe
- Philippe Cauvin Collection 1978 / 2015 – (Musea). CD2 : Philippe Cauvin Groupe (Olivier Grall, Laurent Millepied, Marc Zerguine)

- 1986 et 2015 : Philippe Cauvin Groupe, Musea (2015), titres 2, 5, 8, 10 et 12 enregistrés à Agen en février 1986. Titres 1, 3, 6, 7, 9 et 11 enregistrés au Studio Carat Bordeaux le 29 juin 1986. Restauration et recréation sonore au Studio Cryogène-prod, Bègles, Mars / Octobre 2015.

#### Philippe Cauvin Except
- Philippe Cauvin Collection 1978 / 2015 - (Musea). CD5 : Philippe Cauvin Except (Studio 2015 – Pascale Martinez, Lulu Bret)

- 2008 et 2015 : Except, concert enregistré au Satin Doll, Bordeaux, le 31 mars 2008, à l’exception de la piste 1 enregistrée au Studio Cryogène prod, Bègles, le 18 septembre 2015.

### Comme compositeur
- Philippe Cauvin Collection 1978 / 2015 - (Musea). CD6 : Guitarvision (Jordan Cauvin, Jonathan Lamarque…)

### Participations
- 1992 : Longues Musiques Nocturnes de Serge Korjanevski

- 1993 : chanteur avec Minimum Vital.

### Autres

#### Musiques de film
- 1987 : La machination de Daniel Aurousseau

- 1989 : Approche de Daniel Aurousseau

#### Musiques de ballet
- Automne (extrait de Saisons de Quentin Rouillier)

- Solo pour un duo de Quentin Rouillier

- Sarah et Noé de Sarah Delgado (CD4)